# Sauropoda
Sauropoda foram um dos dois grandes grupos de dinossauros saurísquios ou dinossauros com bacia de réptil. Os seus corpos eram enormes, com um pescoço muito comprido que terminava em uma cabeça muito pequena. A cauda, também muito comprida, junto com uma grande unha que a maioria dos Sauropoda possuíam na pata dianteira, eram suas únicas armas de defesa, além de seu tamanho. Eram quadrúpedes, com patas altas, retas como colunas, terminadas em pés dotados de dedos curtos e bastante parecidas com as dos elefantes. A sua dieta alimentar era vegetariana. Muitos deles não dispunham de mandíbulas e dentes apropriados para mastigar, de modo que engoliam grandes quantidades de matéria vegetal que, em seguida, eram "trituradas" no estômago por pedras ingeridas para facilitar a fermentação e a digestão do alimento. Um dos mais conhecidos actualmente entre a família dos Sauropoda está o Braquiossauro.
Os Sauropoda apareceram pela primeira vez no Período Triássico tardio, onde eles pareciam um pouco o grupo estreitamente relacionado (e possivelmente ancestral) "Prosauropoda". Pelo Jurássico tardio (há 175 milhões de anos), os Sauropoda se tornaram espalhados pelo globo terrestre (especialmente os diplodocídeos e braquiosaurídeos). Pelo Cretáceo Superior, esses grupos foram substituídos principalmente pelos titanossaurídeos, que tinham uma distribuição quase global. No entanto, como ocorreu todos os outros dinossauros não-aviários vivos na época, os titanossauros foram extintos no evento de extinção do Cretáceo-Paleogeno.
Em Portugal, os Sauropoda incluem o Lusotitan atalaiensis, Supersauruslourinhanensis,Turiasaurus, e Lourinhasaurus alenquerensis do Jurássico Superior.

## Taxonomia
Esta taxonomia segue Wilson & Sereno 1998, Yates 2003, Galton 2001, e Wilson 2002,
- Infraordem Sauropoda
  - Ammosaurus
  - Anchisaurus
  -  ?Isanosaurus
  - Kotasaurus
  - Lessemsaurus
  - Família Blikanasauridae
  - Família Melanorosauridae
  - Família Vulcanodontidae
  - Família Cetiosauridae
  - Família Omeisauridae
  - Família Tendaguridae
  - Clade Turiasauria
  - Divisão Neosauropoda
    - Haplocanthosaurus
    -  ?Jobaria
    - Superfamília Diplodocoidea
      - Família Rebbachisauridae
      - Família Dicraeosauridae
      - Família Diplodocidae

    - Subdivisão Macronaria
      - Família Brachiosauridae
      - Família Camarasauridae
      - Família Euhelopodidae
      - Superfamília Titanosauroidea
      - Zigongosaurus

## Paleobiologia

### Velocidade
Sauropoda poderiam ter atingindo 12–17 km/h.

### Dieta
Sauropoda não possuem adaptações óbvias para a herbivoria, como bicos e bochechas, mas trabalhos sugerem que eles eram herbívoros. Análises histológicas mostram que os Sauropoda tinham a mais rápida substituição dentária dentre os vertebrados: de 30 a 62 dias. E seus dentes apresentam um alto nível de desgaste, resultado de uma alta ingestão de material vegetal combinado com comportamento alimentar. Isto é, os dentes dos Sauropoda sofreram desgaste extremo durante sua curta vida útil.